# Hydrops martii
Espèce
Synonymes
- Elaps martii Wagler, 1824
- Hydrops martii callostictus Günther, 1868

Statut de conservation UICN

 LC  : Préoccupation mineure
Hydrops martii  est une espèce de serpents de la famille des Dipsadidae.

## Répartition
Cette espèce se rencontre :
- au Venezuela dans l'État d'Amazonas ;
- au Brésil ;
- en Équateur ;
- en Colombie ;
- dans l'est du Pérou.

## Étymologie
Cette espèce est nommée en l'honneur de Carl Friedrich Philipp von Martius.

## Publication originale
- Wagler, 1824 : Serpentum Brasiliensium species novae, ou histoire naturelle des espèces nouvelles de serpens. in Jean de Spix, Animalia nova sive species novae, p. 1-75 (texte intégral).